# Suchogrzybek przybrzeżny

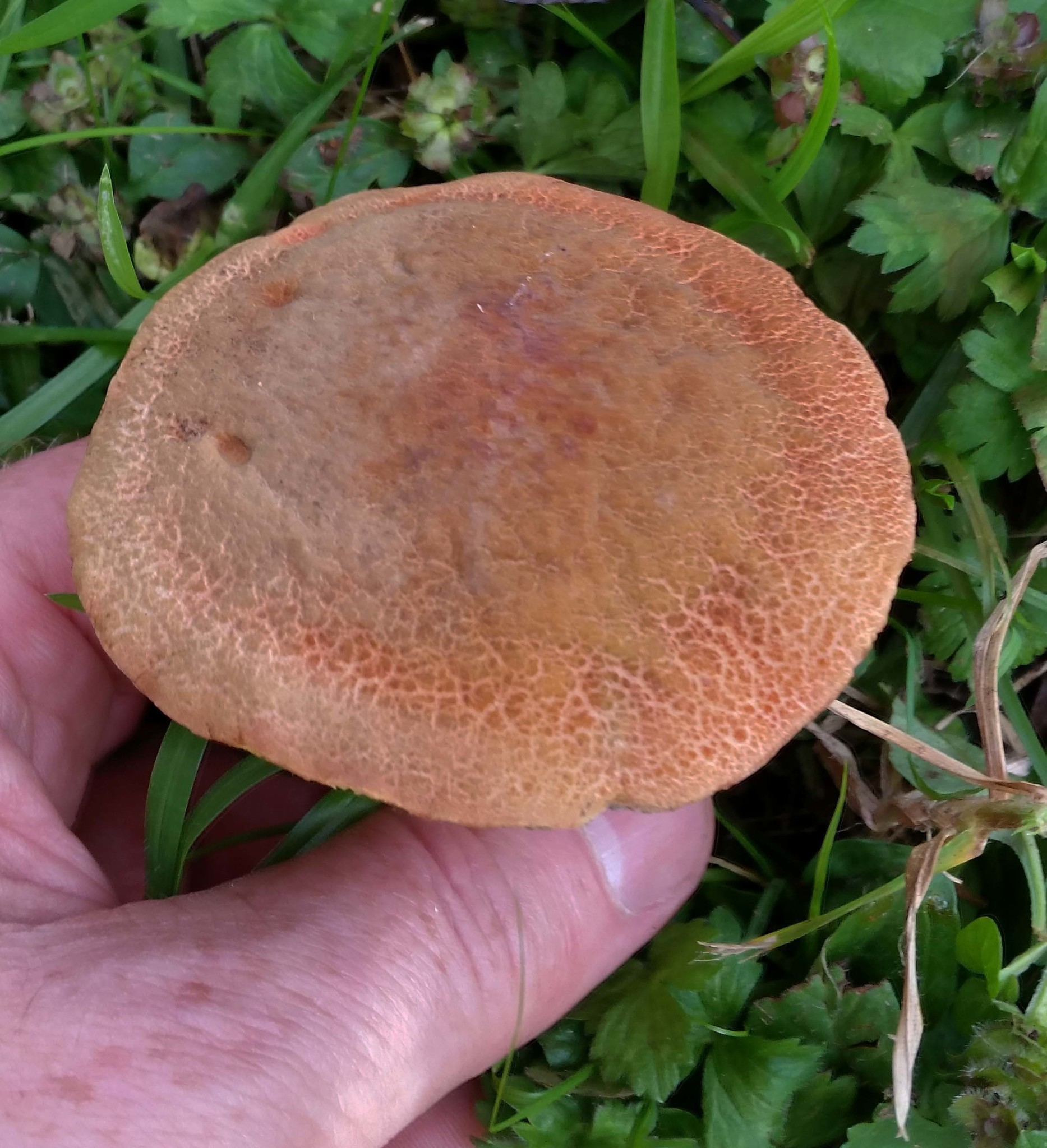

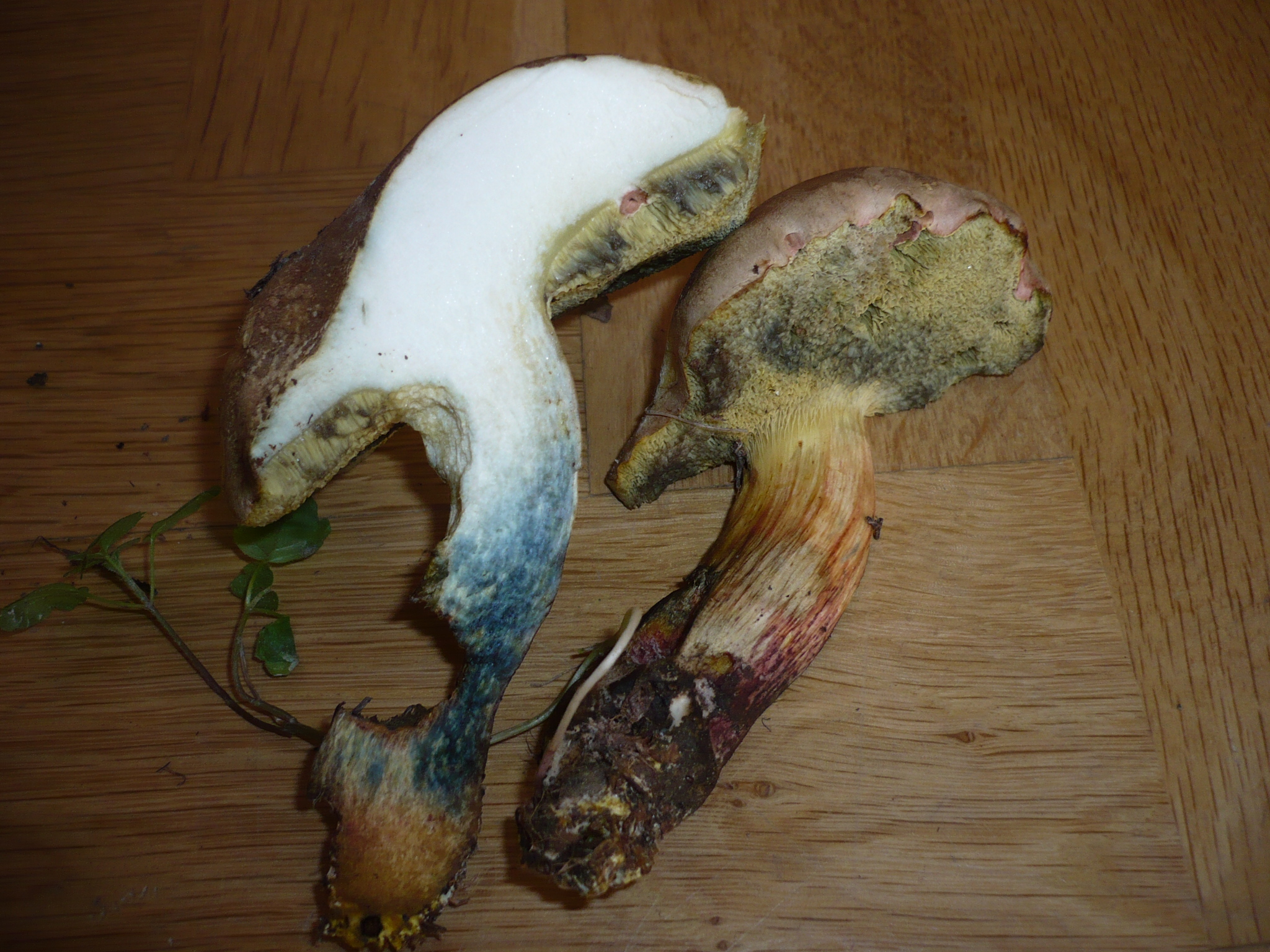

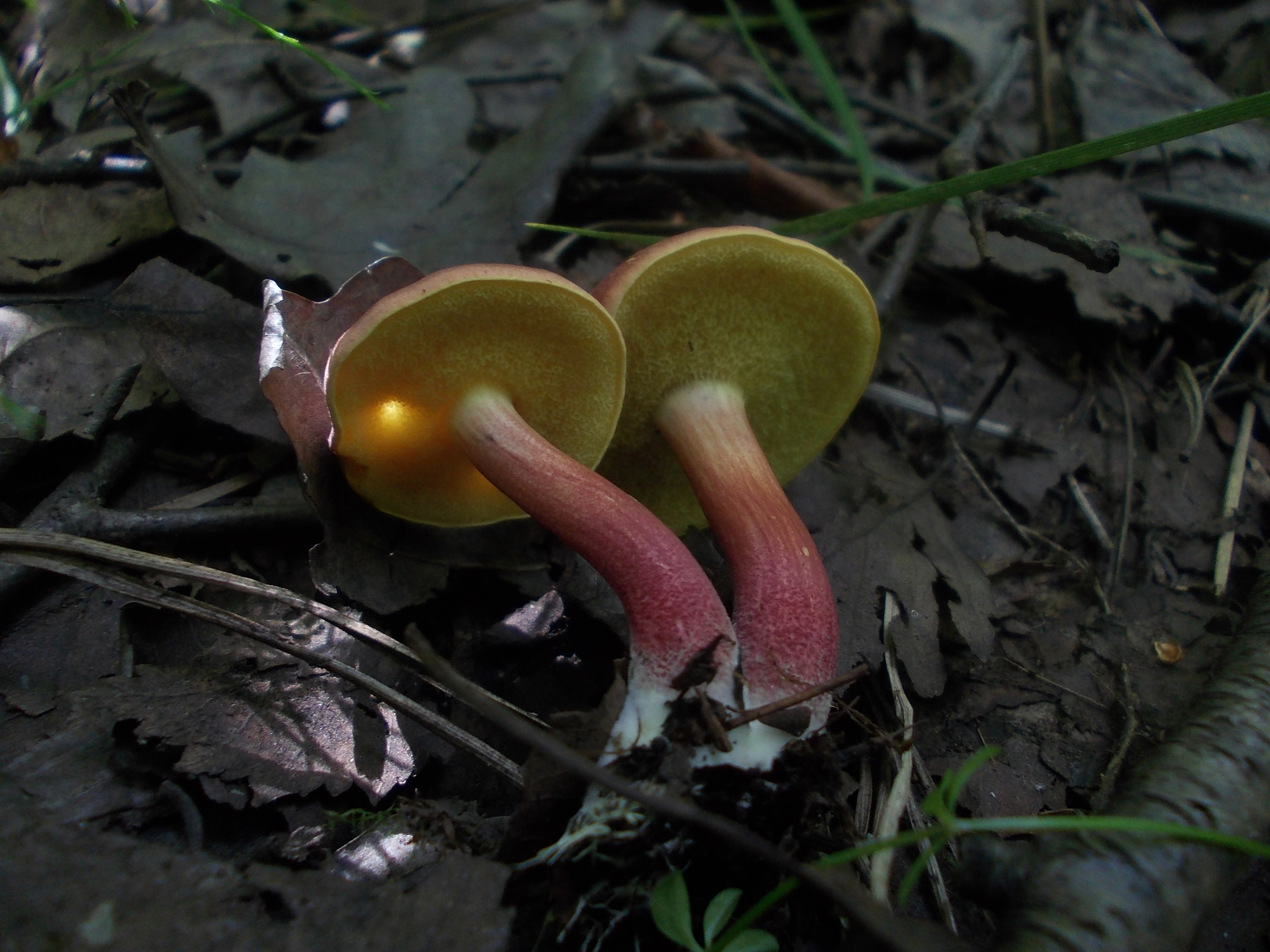

Suchogrzybek przybrzeżny (Xerocomellus ripariellus (Redeuilh) Šutara) – gatunek grzybów z rodziny borowikowatych (Boletaceae).

## Systematyka i nazewnictwo
Pozycja w klasyfikacji według Index Fungorum: Xerocomellus, Boletaceae, Boletales, Agaricomycetidae, Agaricomycetes, Agaricomycotina, Basidiomycota, Fungi.
Gatunek ten w 1997 roku opisał Guy Redeuilh, nadając mu nazwę Xerocomus ripariellus. W wyniku badań filogenetycznych okazało się, że rodzaj Xerocomus jest taksonem polifiletycznym, i rozbito go na kilka innych rodzajów. Obecną, uznaną przez Index Fungorum nazwę gatunkowi temu nadał w 2008 r. Josef Šutara przenosząc go do rodzaju Xerocomellus.
Synonimy:
- Boletellus ripariellus (Redeuilh) Redeuilh 1997
- Boletus ripariellus (Redeuilh) Watling & A.E. Hills 2004
- Xerocomus ripariellus Redeuilh 1997

Nazwa polska według rekomendacji Komisji ds. Polskiego Nazewnictwa Grzybów przy Polskim Towarzystwie Mykologicznym.

## Morfologia
Kapelusz
O średnicy do 6 cm, początkowo półkulisty, potem wypukły. Powierzchnia jasnoczerwona, karminowa, ciemnoczerwona, czerwonawo brązowa, często z wiekiem przebarwiająca się na morelowo, w stanie suchym ochrowa z czerwonawym odcieniem, aksamitna, często popękana. Przez pęknięcia widoczny jest bladożółty miąższ. Kapelusze podczas suchej pogody pękają nawet w młodych owocnikach. Powierzchnia silnie popękanych owocników przypomina wyglądem kostkę brukową.
Rurki
O barwie od bladożółtej do żółtej z oliwkowym odcieniem, po zgnieceniu siniejące. Pory w kolorze rurek, także siniejące po zgnieceniu.
Trzon
Cylindryczny, beczkowaty lub maczugowaty. Powierzchnia jasna lub bladożółta i w dolnej części zazwyczaj pokryta bardzo drobnymi, czerwonymi grudkami, często z wiekiem przebarwiającymi się z wiekiem. Po zgnieceniu sinieje. Przy podstawie biaława, z wiekiem żółknąca grzybnia.
Miąższ
Miąższ w kapeluszu bladożółty, w trzonie żółty, u podstawy trzonu często czerwony do winnego. Po zgnieceniu sinieje. Zapach i smak niewyraźny. Skórka kapelusza typu trichoderma, zbudowana z dość krótkich strzępek. Ich komórki końcowe o wymiarach 5,7–17,1 μm, w starszych owocnikach nabrzmiałe do 35 μm.
Cechy mikroskopowe
Zarodniki 11–15 × 4–5,5 μm, prążkowane. Skórka kapelusza zbudowana z palisadowo ułożonych i septowanych i inkrustowanych strzępek typu trichoderma. Są dość krótkie, a ich komórki końcowe mają wymiary 5,7–17,1 μm, w starszych owocnikach są nabrzmiałe do 35 μm.
Gatunki podobne
- Parkogrzybek czerwonawy Hortiboletus rubellus. Suchogrzybek przybrzeżny makroskopowo odróżnia się od niego czerwonymi grudkami przy podstawie trzonu[4].
- Suchogrzybek zmienny Xerocomellus cisalpinus. Również ma prążkowane zarodniki, ale występuje w innych siedliskach[4].
- Podgrzybek jaskrawy Xerocomellus fennicus – ma zarodniki o ściętych wierzchołkach[4].

## Występowanie i siedlisko
Znane jest występowanie suchogrzybka zmiennego w wielu krajach Europy, w Rosji i na Nowej Zelandii. Jego rozprzestrzenienie nie jest dokładnie znane, gdyż jest to niedawno wyodrębniony gatunek grzyba i często mylony jest z innymi podgrzybkami. W piśmiennictwie naukowym na terenie Polski do 2021 r. nie podano stanowisk, ale jego aktualne stanowiska podaje internetowy atlas grzybów.
Naziemny grzyb ektomykoryzowy żyjący w symbiozie z drzewami liściastymi, głównie z topolami (Populus), olchami (Alnus), wierzbami (Salix) lub dębami (Quercus). Występuje w podmokłych lasach.

## Znaczenie
Podobnie jak inne podgrzybki jest grzybem jadalnym średniej wielkości, jednak o niewielkiej wartości, ze względu na silne robaczywienie, małą przydatność do przerobu i małą odporność na dłuższy transport. Często też atakowany jest przez podgrzybnicę złotopylną Hypomyces chrysospermus (taki spleśniały grzyb nie nadaje się do spożycia).